# Fantástico
Fantástico est un magazine d'information dominical brésilien diffusé depuis 1973 sur le réseau de télévision Globo. Il est présenté par Tadeu Schmidt (pt) et Poliana Abritta.